# Ravne pri Zdolah
Ravne pri Zdolah is een plaats in Slovenië en maakt deel uit van de gemeente Krško in de NUTS-3-regio Spodnjeposavska. De plaats telde 215 inwoners op 1 januari 2020.